# Akshata Murty

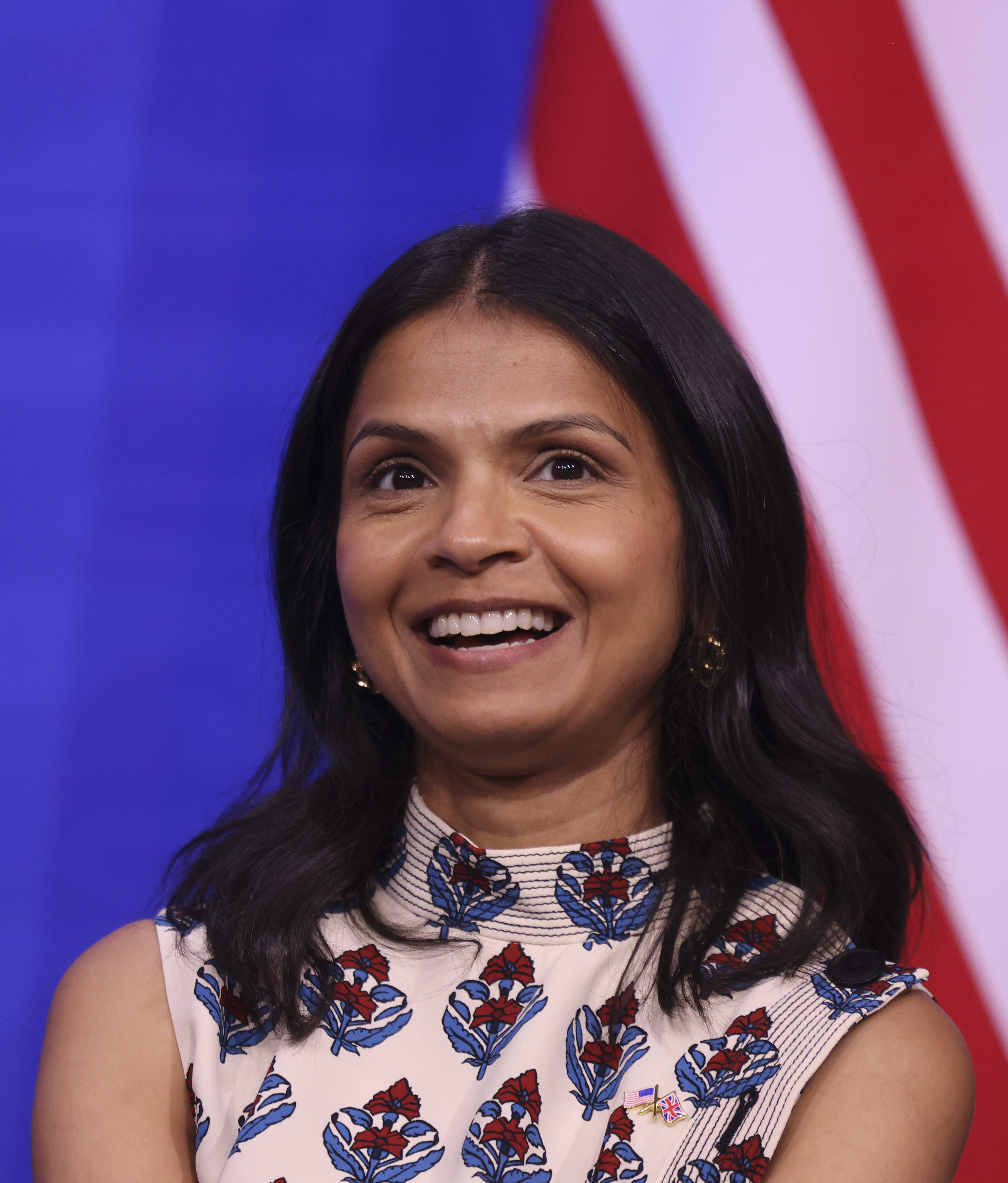
Akshata Murty, 2023

Akshatā Nārāyan Mūrty (/ʌkʃʌt̪ɑː nɑːˈrɑːjɐɳɐ muːrt̪i/) (* 25. April 1980 in Hubli) ist eine in Großbritannien lebende indische Geschäftsfrau, Modedesignerin und Risikokapitalgeberin. Sie ist mit dem ehemaligen britischen Premierminister und Vorsitzenden der Conservative Party Rishi Sunak verheiratet. Murty und Sunak sind die 222. reichsten Menschen Großbritanniens mit einem gemeinsamen Vermögen von 730 Millionen Pfund (840 Millionen Euro) im Jahr 2022.
Ihr persönlicher Reichtum wurde in den britischen Medien im Zusammenhang mit ihrer Behauptung thematisiert, nicht im Vereinigten Königreich ansässig zu sein. Da es dabei um die Frage der Besteuerung ging und es sich angeblich um eine Regelung handelte, die den „Superreichen“ zugutekommt, war dies umstritten; die Situation wurde durch ihren freiwilligen Verzicht auf die Vorteile dieses Steuerschutzes beruhigt.
Akshata Murty ist die Tochter von N. R. Narayana Murthy, dem Gründer des indischen multinationalen IT-Unternehmens Infosys, und Sudha Murthy. Sie hält einen Anteil von 0,93 % an Infosys und ist damit eine der reichsten Frauen im Vereinigten Königreich, außerdem ist sie an mehreren anderen Unternehmen im Vereinigten Königreich beteiligt.

## Frühes Leben und Ausbildung
Murty wurde 1980 im indischen Hubli geboren und wuchs bei ihren Großeltern mütterlicherseits auf, während ihr Vater N. R. Narayana Murthy und ihre Mutter Sudha Murty an der Gründung des Technologieunternehmens Infosys arbeiteten. Ihre Mutter war die erste Ingenieurin, die für den damals größten indischen Automobilhersteller (TATA Engineering and Locomotive Company) arbeitete, und ist heute eine Philanthropin. Murty hat einen Bruder, und sie sind in Jayanagar, einem Vorort von Bangalore, aufgewachsen. Ihre Großeltern mütterlicherseits waren R. H. Kulkarni, ein Chirurg, und seine Frau Vimala Kulkarni, eine Lehrerin. Sie stammte aus bescheidenen Verhältnissen und hat ihre Kinder zu philanthropischen Taten ermutigt.
In den 1990er Jahren besuchte Murty die Baldwin Girls' High School in Bangalore und studierte 1998 Wirtschaft und Französisch am Claremont McKenna College in Kalifornien. Sie hat ein Diplom in Bekleidungsherstellung vom Fashion Institute of Design & Merchandising und einen Master of Business Administration von der Stanford University.

## Laufbahn und Investitionen
2007 wechselte Murty als Marketingdirektorin zum niederländischen Cleantech-Unternehmen Tendris, wo sie zwei Jahre lang arbeitete, bevor sie ihr eigenes Modeunternehmen gründete.
Ihr Modelabel wurde 2012 geschlossen. 2013 wurde sie Direktorin des Risikokapitalfonds Catamaran Ventures. Gemeinsam mit ihrem Ehemann Rishi Sunak gründete sie die Londoner Niederlassung des indischen Unternehmens, das ihrem Vater N. R. Narayana Murthy gehört. Sunak übertrug seine Anteile an sie, kurz bevor er 2015 zum konservativen Abgeordneten für Richmond gewählt wurde. Seit 2015 besitzt sie einen Anteil von 0,91 % bzw. 0,93 % an der Technologiefirma Infosys ihres Vaters, die im April 2022 mit rund 700 Millionen Pfund bewertet wird, sowie Anteile an zwei Restaurantunternehmen von Jamie Oliver, Wendy's in Indien und Koro Kids. Dadurch wurde sie reicher als Königin Elizabeth II. Ab 2022 war Murthy Direktorin bei Digme Fitness und auch bei Sococo, dem Unternehmen für digitale Transformation, das ihr Bruder mitbegründet hat.

## Privatleben

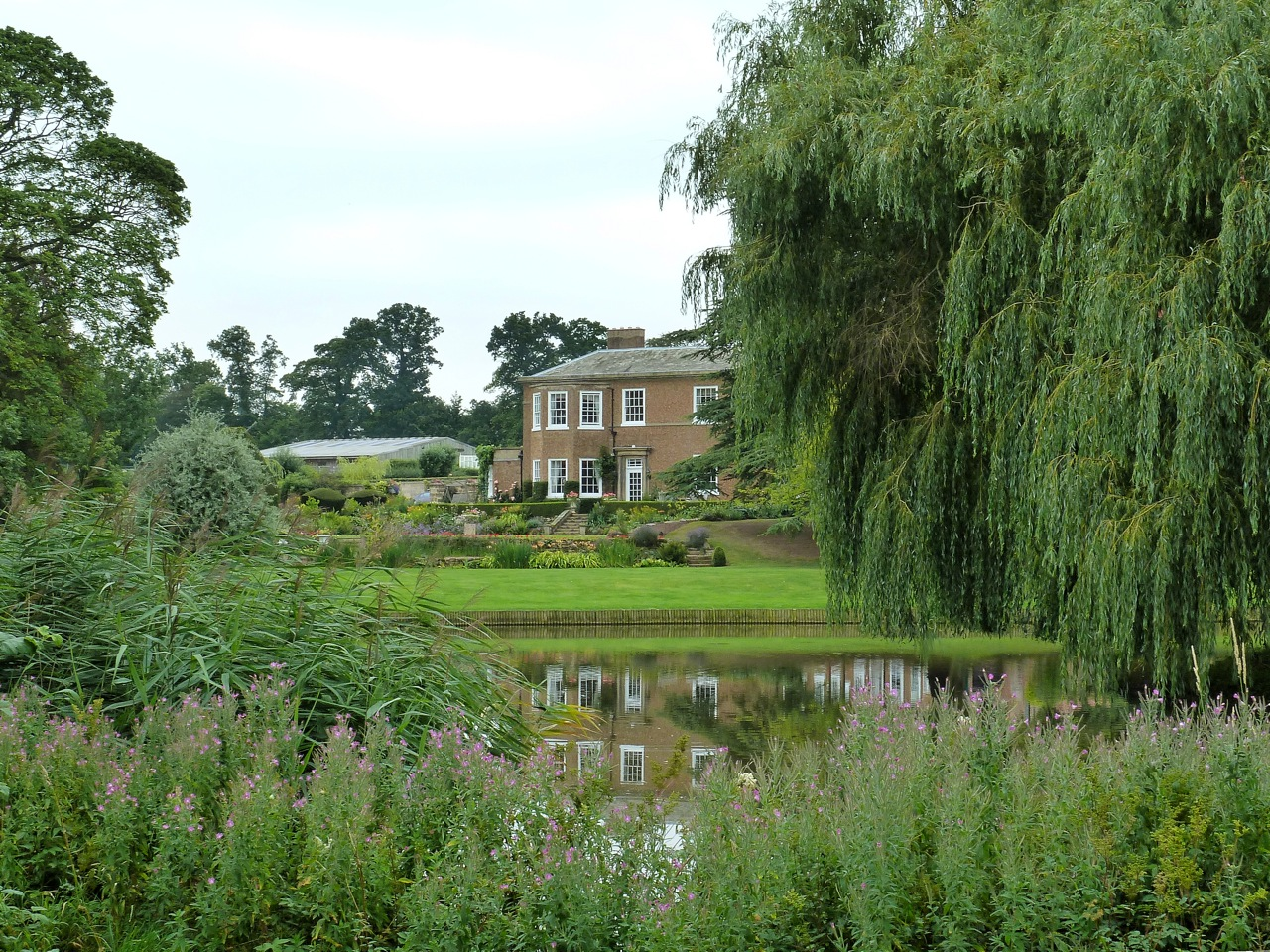
Kirby Sigston Manor, North Yorkshire

Murty ist indische Staatsbürgerin. Im August 2009 heiratete sie Rishi Sunak, den sie an der Stanford University kennengelernt hatte. Sie haben zwei Töchter. Sie besitzen Kirby Sigston Manor in dem Dorf Kirby Sigston in North Yorkshire sowie ein Herrenhaus in Earl's Court im Zentrum Londons, eine Wohnung in der Old Brompton Road in South Kensington und ein Penthouse-Apartment in der Ocean Avenue in Santa Monica, Kalifornien. Im April 2022 wurde berichtet, dass Sunak und Murty aus der Downing Street 11 in ein neu renoviertes Haus in West London umgezogen sind.
Im April 2022 geriet Murtys Reichtum in den Mittelpunkt einer Diskussion in den britischen Medien, in der darauf hingewiesen wurde, dass sie im Vereinigten Königreich keinen Wohnsitz hat, was sie berechtigt, auf ihre Einkünfte außerhalb Großbritanniens keine Steuern zu zahlen, vorbehaltlich einer jährlichen Zahlung von 30.000 £. Noch im selben Monat kündigte Murty an, dass sie ihren Status als Einwohnerin des Vereinigten Königreichs aufgeben und freiwillig britische Steuern auf ihre weltweiten Einkünfte zahlen würde. Wenn Murty im Vereinigten Königreich Steuern auf ihr weltweites Einkommen zahlt, aber ihren Status als Nicht-Domizilierte beibehält, kann sie von einer Bestimmung in einem Abkommen von 1956 profitieren, das dazu beitragen soll, die Doppelbesteuerung indischer Bürger in Indien und im Vereinigten Königreich zu vermeiden.